# درومیسارویدیس

نقشه مکانی برنهلم (قرمز، جایی که درومیسارویدیس پیدا شد)، دانمارک (سفید) و اسکونه (خاکستری، بالا)

درومیسارویدیس (به انگلیسی: Dromaeosauroides) یک سرده از دونده‌خزندگان ددپا مربوط به کرتاسه پیشین است. این دایناسور اولین فسیل کشف شده در دانمارک کنونی به حساب می‌آید. درومیسارویدیس در منطقهٔ جیدگارد در سازند روبدلِ برنهلم در دریای بالتیک کشف شد.